# リメンバーしまね
リメンバーしまねは、日本で最も知名度の低い県である島根県の応援団の総称である。応援団長には、島根県の新観光キャラクターのしまねっこ（2代目）が務めている。

## 概要
- 日本一知名度の低い島根県を応援するために創設。
- 入団資格は無く島根県を応援したいという人なら誰でも参加できるため、島根県内外から数多くの団員がいる。
- 団員同士がコミュニケーションが出来るようなサイトコンテンツがある。
- 2010年6月28日に団員数が1万人を超えた。

## 団員
応援団長
- しまねっこ（2代目）

名誉団長
- 吉田君（初代応援団長）

名誉団員
- FROGMAN（小野亮）
- 佐野史郎
- 六子
- 錦織良成
- 錦織健
- 吉田栄作

団員数
- 約18000人（2012年4月現在）

## 団訓
- 一、「島根」出身でなくても、何かしらの縁を感じてしまう。
- 二、「島根」を第二の故郷にしたいと思う
- 三、出雲大社が縁結びの神様だと知ったとたん「島根」の好感度がアップした
- 四、シロイルカのバブルリングは、生（なま）で見たい
- 五、世界遺産になった「石見銀山」。古を思うと目頭が熱くなる
- 六、小泉八雲が外国人だと知ったとき軽くショックだった
- 七、「松江の和菓子がニューヨークで有名」のニュースは、ちょっぴり誇らしい
- 八、安来節を踊ってみたいと思った事がある
- 九、隠岐の島流し。一度流されてみても良いと感じる
- 十、神々しい「島根」にスピリチュアルな何かを感じたことがある

## コンテンツ
言わせて!聞かせて!わいわい広場
島根について教えて欲しい事や言わせて欲しい事を投稿する掲示板。
行ってみよう!食べてみよう!話してみよう!
島根県で体験した事や活動した事をレポートする。
しまねコラム
島根についてのコラム。
応援団の草の根活動
団員が島根をPRする。
ちょっと島根なプレゼント
島根の特産品を団員にプレゼントする。
島根本プロジェクト
団員からの投稿を元に島根の本を作るプロジェクト。
島根の縁の下から
リメンバーしまねのスタッフのつぶやき。
しまね 縁ing for you プロジェクト
島根を愛する人の運気UPプロジェクト。